# Jules Michelet
Jules Michelet (Paris, 21 de agosto de 1798 – 9 de fevereiro de 1874) foi um filósofo e historiador francês.

## Biografia
Nasceu em Paris, vindo de uma família de tradições huguenotes. Seu pai era um mestre-impressor, arruinado pelas prescrições de Napoleão contra a imprensa. Jules auxilou seu pai nos trabalhos de impressão. Um lugar foi-lhe oferecido na Tipografia Imperial, mas Michelet o recusou, preferindo impôr-se sacrifícios para estudar no famoso Lyceé Charlemagne, onde distinguiu-se. Teve êxito na agregação das cartas em 21 de Setembro de 1821, e logo foi nomeado  professor de História no Collège Rollin. Pouco depois, em 1824, casou-se.
Era um dos períodos mais favoráveis para eruditos e os homens de letras na França, e Michelet tinha poderosos aliados nas figuras de Abel-François Villemain e Victor Cousin, nomeadamente. Embora possuísse fortes ideais políticos que transmitidos por seu pai (um republicano ardoroso, matizado de romantismo livre-pensador), primeiro e sobretudo era um homem de letras e um investigador sobre a história e o passado. Competia com esta escola que pensa que a história deve ser sobretudo um curso de ensino filosófico, e as suas primeiras obras foram manuais escolares destinados, em primeiro lugar, aos seus alunos. Produziu, em primeiro lugar, Quadro Cronológico da História Moderna de 1453 a 1739 em 1825, seguidamente Quadros Sincrônicos da História Moderna, de 1453 a 1648, em 1826. Sua obra seguinte, Compêndios de História Moderna, publicado em 1827, é um livro sólido e cuidadoso, bem melhor que qualquer um dos que vieram a lume até então, escrito num estilo sóbrio e, no entanto, fascinante. No mesmo ano, foi nomeado mestre de conferências da École Normale Supériuere. 
Os acontecimentos de 1830, que levaram ao poder os seus professores Abel-François Villemain e François Guizot, valeram-lhe um lugar nos Arquivos Nacionais, bem como o título de professor suplente de Guizot, na Faculdade de Letras de Sorbonne. Isso facilitou-lhe os estudos, e permitiu-lhe desenvolver suas ideias. Em 1831, a sua audaciosa Introdução à História Universal diferencia-se das suas obras anteriores por um estilo muito diferente. Destacou a sua idiossincrasia e o seu talento de escritor, bem como as suas estranhas qualidades visionárias que faziam refletir, mas que tornavam-no não menos dignas de confiança como historiador. Havia a sua visão da história como um longo combate da liberdade contra a fatalidade.
Imediatamente depois, começou sua obra maior, a História de França, que levaria trinta anos para terminar. Acompanhou esta produção de numerosos outros livros, sobretudo eruditos, como: 
- Obras escolhidas de Vico (1835, em 2 volumes), tradução de Scienza Nuova de Giambattista Vico de 1744;
- Memórias de Lutero, escritas por ele mesmo, que Michelet traduziu e pôs em ordem (1835);
- Origens do direito francês (1837);
- História romana: república (1839);
- O Processo dos Templiers (1841), segundo volume em 1851.

Essas obras, e principalmente as Origens do Direito Francês, são escritas na primeira pessoa de Michelet, ou seja num estilo conciso e enérgico, capaz de dar relevo aos assuntos mais áridos e reviver o passado. Diz a respeito: "Augustin Thierry tinha chamado a história narrativa;" Guizot analisando chamou-o ressurreição"."
O ano de 1838 foi muito importante na vida de Michelet. Estava no auge de sua carreira, e seus estudos que alimentaram nele a sua aversão natural contra os princípios de autoridade e as práticas eclesiásticas. No momento em que a atividade Jesuíta crescia a ponto de provocar uma apreensão real e consistente, foi nomeado para ocupar a cadeira de História no Colégio da França. Assistido por seu amigo Edgar Quinet, começou uma violenta polêmica contra esta ordem impopular e os princípios que representava, uma controvérsia que arranjaram as suas conferências, sobretudo as de Michelet, entre aquelas que tinham mais de sucesso na época. Os textos das suas conferências, mais religiosos que historiográficos ou literários, apareceram em três livros, onde denunciava a traição da Igreja Romana frente ao povo:
- em 1843, Dos jesuítas, em colaboração com Edgar Quinet;
- em 1844, Do padre, da mulher e da família;
- em 1845, O povo.

Esses livros ainda não são imprimidos no estilo apocalíptico que, em parte segundo Lamennais, caracteriza as últimas obras de Michelet, mas contêm em miniatura a quase totalidade do seu curioso credo ético, político e religioso, uma mistura de sentimentalismo, de comunismo, anti-sacerdotalismo, apoiado pelos argumentos mais excêntricos e uma boa parte de eloquência.
O clero foi bastante potente para fazer proibir os seus cursos, e a sua carreira pública definitivamente foi quebrada, dado que nunca recuperou  seu professorado. Quando a revolução de 1848 desencadeou-se, Michelet, ao contrário de numerosos outros "homens de letras", não aceitou entrar na vida política ativa, como na ocasião era-lhe oferecida. As profusões dessa revolução, os tiros do bando sobre o povo nomeadamente, convenceram-no que a democracia só seria possível apenas quando uma fé é definida e ensinada ao conjunto dos cidadãos. Consagrou-se com mais força ao seu trabalho literário. Para além da retomada da sua grande História da França, temporariamente interrompida no sexto volume relativo ao reino de Luís XI, empreendeu e terminou, durante os anos que separaram a queda de Louis-Philippe e o estabelecimento definitivo de Napoleão III, uma entusiasta História da Revolução Francesa. Apesar do seu entusiasmo, ou talvez devido a ele, não é de maneira nenhuma o melhor livro de Michelet. Os acontecimentos eram demasiado aproximados e demasiado bem conhecidos, e o assunto dificilmente suportava as viagens pitorescas que fizeram o encanto e o perigo das suas obras mais gerais. O golpe de Estado de Napoleão III fez Michelet perder o seu lugar nos Arquivos, considerando que recusou prestar juramento ao Império. Mas esse novo regime apenas fez exacerbar seu zelo pela república.  O seu segundo casamento, (com Menina Adèle Malairet, ex-mulher do secretário Toussaint Louverture, mulher dotada de certas aptidões literárias, e às simpatias republicanas) parece ter estimulado ainda mais as suas habilidades escritas. Às vezes tratava-se das versões mais vastas de certas passagens, outras vezes pode-se chamar de comentários ou volumes de acompanhamento. Dentre esses, alguns dos melhores tratava das ciências naturais, assunto novo para ele, do qual diz-se que a sua mulher tivesse feito. O primeiro dentre eles (certamente não melhor) era as Mulheres da Revolução, esboços destacados da sua Grande História (1854), onde a capacitade natural e irreplicável de Michelet para o Dithyrambe deixa demasiado frequente, lugar à argumentação fastidiosa e pouco conclusiva, fazendo soar mais como uma pregação. Em sequência, com Os Pássaros (1856), desacortinou-se um viez novo e de sucesso. A temática da história natural não foi tratada do ponto de vista da ciência, para resumir, nem dos sentimentos, nem da anedota ou dos palanfrórios, mas do panteísmo democrático fervente do autor. O resultado, embora desigual, como era necessário de se esperar, foi um sucesso notável. O Inseto seguiu em 1853, no mesmo estilo, porém mais fastidioso.
Michelet continuava fiel ao seu sistema de estudos psicológicos. Como historiador, procurava a alma dos fatos; nessas obras, procurou a alma do inseto e do pássaro. Taine escreveu: "O autor não sai da sua carreira" alarga-a. Tinha defendido os pequenos, os simples, o povo. Defendia os animais os pássaros. Essas obras notáveis, semi-panfletos, semi-tratados morais, sucederam-se por completo durante cinco ou seis anos, com doze meses de intervalo,em geral. O Amor (1859), um dos livros mais populares do autor,  seguido pela Mulher (1860), um livro sobre o qual, de acordo com o Encyclopædia Britannica, se poderia fundar uma crítica completa da literatura e do carácter francês, e onde Michelet fez apenas distinguir o prazer sensual da paixão amorosa e do decurso da união de dois. Do homem reconciliado com os animais (Os Pássaros e o Insecto), seguidamente com ele mesmo (o Amor e a Mulher), o que permanecia mais evidente era tão somente a sabedoria do amor da Criação. Tais ideias foram expressas no livro Mar (1861), que, tendo em conta as capacidades do escritor e a atração pelo assunto, é talvez ligeiramente decepcionante, e na Montanha, livro publicado em atraso, alguns anos depois. Em 1862, apareceu a mais impressionante de suas das obras curtas, a Bruxa. Desenvolvido a partir de um episódio da história, eleva ao mais alto ao grau todas as excentricidades do autor. Trata-se de um pesadelo e nada além disso, mas um pesadelo da mais extraordinária verossimilhança e dotado de uma poética forte. Mostra com efeito e audácia o papel útil e salutar que a bruxa exercia na Idade Média perante o saber oficial detido e estabelecido pela Igreja. Esta série notável, elemento da qual cada um era ao mesmo tempo livre de imaginação e investigação, ainda não foi finalizada, visto que os últimos volumes revelaram certo abrandamento. A ambiciosa obra Bíblia da Humanidade (1864), um esboço histórico das religiões tem, em suma, pouco valor. Na Montanha (1868), o último livro da sua série de história natural, os efeitos de estilo do tipo staccato são empulsionados com mais profundidade que os de Victor Hugo, nos seus momentos menos inspirados, ainda que seja normal sob o manto de um mestre da língua, como era-o Michelet, o efeito é frequentemente grandioso quando não houvesse êxito. Os Nossos Fios (1869), último da sequência dos pequenos livros publicados durante a vida do autor, é um tratado da educação, fiel ao Emile de Jean-Jacques Rousseau, escrito com um grande conhecimento dos fatos e com a habitual amplitude e profundidade de pensamento de Michelet, isso tudo apesar de suas habilidades de expressão  declinarem com o tempo.
Reencontram-se múltiplas as suas habilidades em seu livro póstumo, o Banquete, publicado em 1878. A imagem das populações industriais e famintas da costa ligure é (verdadeira ou não) uma das melhores obras feitas por Michelet. Para completar esta lista de obras de qualidade, podem-se mencionar dois volumes de extratos ou de sumários, escritos e publicados em diferentes ocasiões: Os Soldados da Revolução e Legendas Democráticas do Norte, onde expõe o heroísmo dos povos europeus para conquistarem sua liberdade. A publicação dessa série de livros, e a realização da sua história, ocuparam Michelet durante as duas décadas do Segundo Império. Viveu parte na França, parte na Itália, e tinha o hábito de passar o inverno na Riviera Francesa, principalmente em Hyères. Por último, em 1867, a grande obra da sua vida estava terminada. A edição original continha dezenove volumes. O primeiro desses tratava da história antiga até a morte de Carlos Magno, o segundo, da próspera época feudal da França, o terceiro, do século X, o quarto, o quinto e o sexto, da Guerra dos Cem Anos, o sétimo e o oitavo, do estabelecimento do poder rural sob Carlos VII e Luís XI. É este o lugar que Jules Michelet tem, o primeiro de maneira também abundante e erudito, evocando a cultura valã, demonstrando um prodigioso conhecimento da música, da escultura e da literatura da Valônia. Marcel Thiry amplifica a "divinação". Toda a sociedade valã é também sentida por Michelet de forma genial . Os séculos XVI e o XVII são mostrados, cada um, em quatro volumes, dos quais uma grande parte se conecta de maneira remota à história da França como tal, sobretudo nos dois volumes intitulados Renascimento e Reforma. Nos três últimos volumes, a história continua do século X até ao desencadeamento da Revolução.
Michelet foi talvez o primeiro historiador a consagrar-se contando uma história pitoresca da Idade Média. A  sua arte de contar permaneceu mais viva do que sua propria existência. As suas investigações nas fontes manuscritas e impressas eram mais minunciosas, mas a sua imaginação era vívida, e os seus fortes preconceitos políticos e religiosos, faziamcom que se ponto de vista fosse demasiado pessoal. Constatou-se uma desigualdade de tratamento dos acontecimentos históricos. A hostilidade sem compromissos de Michelet para com o Segundo Império não impediu que a sua queda e os desastres que acompanharam-no, lhe estimulassem uma vez mais para levá-lo a agir. Não só escreveu cartas e panfletos durante a guerra, mas quando essa teve seu fim,atribuiu-se gigantesca tarefa de contar a História do século X , visto que as suas duas grandes histórias acabaram incompletas. No que diz respeito a sua carreira pública, a Nova República não lhe fez justiça completa, recusando voltar-lhe a dar seu professorado no Colégio da França, do qual pretendia nunca ter sido legalmente privado. Não viveu bastante para terminar seu último grande trabalho, a sua vasto obra século X. A morte surpreendeu-o de frente. Foi encontrado sobre a sua mesa de trabalho, com o terceiro volume inteiramente terminado, incluindo a Batalha de Waterloo. Se alguns pensam que sua melhor crítica está contida talvez no introdução do último volume, - "a idade pressiona-me" -, pode-se dizer igualmente que morreu como tivesse vivido: trabalhando. As Origens do Direito Francês, procuradas nos símbolos e nas fórmulas do direito universal de Michelet, foram editadas por Emile Faguet em 1890 e a segunda edição pareceu em 1900. Veja em Gabriel Monod, Jules Michelet: Estudos sobre sua vida e sua obras (Paris, 1905).
Falecendo em 1874, Jules Michelet foi enterrado no Cemitério do Pai Lachaise, em Paris. O historiador desempenhou um grande papel de popularização da personagem Joana Darc. Retratou as diversas tentativas de recuperações políticas e religiosas da personagem Joana Darc, onde Michelet desempenhou um papel importante.

## Obras
- História da França, Tomo I, Livros I e II (até 970 d.C.), 1833, tradução de Luiz Fernando Serra Moura Correia, Rio de Janeiro, 2013, ISBN 978-85-915812-1-4. Livro eletrônico disponível em  amazon.com.br.
- História da França, Tomo II, Livros III e IV (anos 970 a 1270), 1833, tradução de Luiz Fernando Serra Moura Correia, Rio de Janeiro, 2014, ISBN 978-85-915812-2-1. Livro eletrônico disponível em amazon.com.br.
- História da França, Tomo III, Livros V e VI (anos 1270 a 1380), 1837, tradução de Luiz Fernando Serra Moura Correia, Rio de Janeiro, 2014, ISBN 978-85-915812-4-5. Livro eletrônico disponível em amazon.com.br.
- História da França, Tomo IV, Livros VII, VIII e IX (anos 1380 a 1422), 1840, tradução de Luiz Fernando Serra Moura Correia, Rio de Janeiro, 2014, ISBN  978-85-915812-5-2. Livro eletrônico disponível em amazon.com.br.
- Obras escolhidas de Vico (1835, em 2 volumes), tradução de Scienza Nuova de Giambattista Vico de 1744;
- as Memórias de Lutero escritas por ele mesmo, que Michelet traduziu e pôs em ordem (1835);
- as Origens do direito francês (1837);
- História romana: república (1839);
- O Processo dos Templiers (1841), segundo volume em 1851;
- Dos jesuítas,  em colaboração com Edgar Quinet; 1843;
- Do padre, da mulher e da família; 1844;
- O povo. 1845;
- A feiticeira (La sorcière). 1862.